# 7 cudów świata (gra planszowa)
7 cudów świata (ang. 7 Wonders) – gra planszowa wydana w 2010 roku przez Repos Production w Anglii oraz wydawnictwo Κάισσα w Grecji. Autorem gry jest Antoine Bauza. Polska wersja językowa została wydana przez Rebel.

## Rozgrywka
Gra podzielona jest na trzy ery, podczas których gracze kupują budowle umożliwiające rozwój kontrolowanego przez siebie cudu świata. Każda kolejna era umożliwia budowanie lepszych lokacji, umożliwiających zyskanie bonusu. Każda era podzielona jest na tury. W ramach każdej tury gracz wybiera jedną z dostępnych kart, wystawia ją do gry, a następnie przekazuje swoje karty graczowi siedzącemu obok. W ten sposób karty dostępne są rotacyjnie dla wszystkich graczy.
Grę wygrywa ta osoba, która po trzeciej erze zbierze najwięcej punktów. Istnieje siedem źródeł punktów:
1. Zwycięstwa militarne – wyniki starć pomiędzy sąsiadującymi graczami po każdej erze. Zależą od siły militarnej, która jest sumą wartości nadrukowanych na kartach militarnych (kolor czerwony).
2. Złote monety – 3  monety warte są jeden punkt.
3. Rozbudowa posiadanego cudu – każdy cud świata posiada kilka etapów rozbudowy, które są różnie punktowane.
4. Budynki cywilne (karty niebieskie) – zapewniają określoną ilość punktów.
5. Budowle komercyjne (karty żółte) – wybrane karty zapewniają punkty przy spełnieniu określonych warunków.
6. Gildie (karty purpurowe) – dodają punkty w zależności od posiadanych budowli swoich oraz sąsiadów.
7. Budynki naukowe (karty zielone) – posiadają nadrukowane symbole, które dają dodatkowe punkty, gdy uzbiera się ich odpowiedni zestaw.

## Zasady gry
7 cudów świata - zasady nie są skomplikowane
- Dobieramy karty pierwszej epoki, a następnie drugiej i trzeciej. Dobór kart uzależniony jest od liczby graczy – szczegółowe wskazówki znajdują się w instrukcji.
- W przypadku trzeciej epoki, w talii należy umieścić karty Gildii.
- Na środku układamy żetony konfliktów oraz żetony monet.
- Każdy z graczy powinien otrzymać planszę cudów, trzy monety oraz 7 kart epoki pierwszej.
- Każdy z graczy wybiera jedną kartę epoki i umieszcza ją przed sobą. Karta pozostaje zakryta. 6 pozostałych kart epoki należy przekazać graczowi po lewej stronie.

Gracze jednocześnie odsłaniają wyłożoną kartę. Każdy gracz może wykonać jedną z trzech akcji: 
- Wybudować wskazaną na karcie budowlę – w przypadku części budowli konieczna jest opłata w postaci monet lub surowców. Surowce można pobrać z własnej kopalni lub kupić od sąsiada.
- Wykorzystać kartę do budowy cudu – w takim przypadku należy wsunąć kartę pod odpowiedni etap cudu. Na planszy cudu znajdują się informacje dotyczące kosztów związanych z danym etapem.
- Sprzedać kartę za 3 monety.

Co ważne, gracze wykonują wybrane akcje jednocześnie, co sprawia, że każda osoba jest przez cały czas zaangażowana i nikt nie narzeka na nudę. 
Tak przebiega każda z tur. Z każdą kolejną turą, liczba przekazywanych kart jest mniejsza.

## Zawartość pudełka z grą
- instrukcja
- notes punktacji
- 50 monet (20 o wartości 3, 30 o wartości 1)
- 2 karty wariantu dla 2 graczy
- 42 żetony konfliktu
- 49 kart I Era
- 49 kart II Era
- 50 kart III Era
- 7 plansz Cudów Świata
- 7 kart Cudów Świata[2]

## Nagrody
- Deutscher Spiele Preis 2011 – wygrana[3]

## Rozszerzenia
- 7 cudów świata – Liderzy (2011)[4]
- 7 cudów świata – Miasta (2012)[5]
- 7 cudów świata – Babel (2014)[6]
- 7 cudów świata – Armada (2018)[7]
- 7 cudów świata – Budowle (2023)[8]

## Gry z tej samej serii
Dotychczas wydano następujące gry nawiązujące do tego tytułu:
- 7 cudów świata: Pojedynek (2015) – wersja przeznaczona dla dwóch graczy, do której wydano następujące rozszerzenia:
  - 7 cudów świata: Pojedynek – Panteon (2016)
  - 7 cudów świata: Pojedynek – Agora (2020)
- Architekci 7 cudów świata (2021)